# Onobrychis tesquicola
Onobrychis tesquicola är en ärtväxtart som beskrevs av Krytzka. Onobrychis tesquicola ingår i släktet esparsetter, och familjen ärtväxter. Inga underarter finns listade i Catalogue of Life.